# Korytná
Korytná település Csehországban, a Uherské Hradiště-i járásban. Korytná Nivnice, Horní Němčí, Strání és Suchá Loz településekkel határos. Lakosainak száma 927 fő (2024. január 1.).

## Népesség
A település lakosságának változását az alábbi diagram mutatja:
| Lakosok száma | 532  | 716  | 949  | 1236 | 1182 | 960  | 957  | 938  | 899  | 927  |
|               | 1869 | 1900 | 1921 | 1961 | 1980 | 2011 | 2016 | 2019 | 2021 | 2024 |